# Bucudan

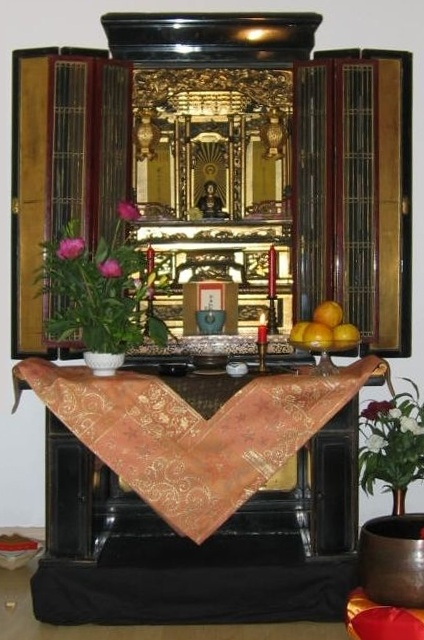
Bucudan

Bucudan (japonsky 佛壇 nebo 仏壇) je buddhistický oltář, který bývá umístěn v japonských chrámech i jednotlivých domácnostech. Mívá podobu dřevěné skříňky s dvířky, které mají za úkol chránit obsah bucudanu. Nejčastěji se v něm nachází různé buddhistické sošky a obrázky bódhisattvů, mandal apod. Dvířka se otevírají většinou při zvláštních příležitostech jako jsou náboženské rituály.